# 彼得·汉德克
彼得·汉德克（Peter Handke；德語：[ˈhantkə]，1942年12月6日—），奥地利作家。生於格里芬。他是诗人、小说家、劇作家、电影导演。他的代表作包括話劇《冒犯观众》、小说《守门员的焦虑》和维姆·文德斯电影《歧路》、《柏林苍穹下》的劇本。汉克于1968年获霍普特曼奖，1973年获格奥尔格·毕希纳奖和奥比奖，2009年获卡夫卡奖，2014年獲國際易卜生獎。2019年获诺贝尔文学奖。

## 生平

### 早年
1942年12月6日，彼得·漢德克於祖父家中出生，出生後兩天於格里芬的聖母教堂受洗為天主教徒。他的母親瑪麗亞·漢德克（Maria Handke）是斯洛維尼亞藉克恩顿州人，她於1942年和漢德克的生父：曾在克恩顿州服役、並擔任銀行行員的已婚男子埃里希·勛納曼（Erich Schönemann）相識並懷孕。漢德克出生前，他的母親和擔任柏林電車車掌及德意志國防軍軍人的阿道夫·布魯諾·漢德克（Adolf Bruno Handke）結婚，他因此成為漢德克的繼父。漢德克在成年後不久與他的生父相認。
一開始她們的家庭並未受到戰爭影響，但就在戰爭結束前，格里芬也漸漸受到戰爭波及:原生的斯洛維尼亞人被送往納粹集中營，而這地區偶爾也淪為斯洛維尼亞游擊隊（Die Osvobodilna Fronta）的攻擊目標。
漢德克一家遷居至柏林的潘科，而其繼父則並未找到一份穩定的工作，

## 作品列表
譯本已在台灣出版之作（经英文转译成中文）:
- 1966 《冒犯觀眾》、《自我控訴》及《大人與小孩》"Publikumsbeschimpfung und andere Sprechstücke" ISBN 9578221495
- 1970 《守門員的焦慮》"Die Angst des Tormanns beim Elfmeter" ISBN 9789863598268 木馬文化出版
- 1976 《左撇子女人》"Die linkshändige Frau" ISBN 957034962X

译本在中国大陆的出版历史：
- 2013 《左撇子女人》 译者: 任卫东 / 王丽萍 / 丁君君 ISBN 9787208113688
- 2013 《无欲的悲歌》 译者: 顾牧 / 聂军 ISBN 9787208113695
- 2013 《守门员面对罚点球时的焦虑》  译者: 张世胜 / 谢莹莹 / 张晏 / 贾晨 ISBN 9787208108448
- 2013 《骂观众》 译者: 梁锡江 / 付天海 / 顾牧 ISBN 9787208108462
- 2014 《去往第九王国》 译者: 韩瑞祥 ISBN 9787208115149
- 2015 《缓慢的归乡》 译者: 周新建 / 梁锡江 ISBN 9787208125728
- 2016 《形同陌路的时刻》 译者: 付天海 / 刘学慧 ISBN 9787208132290
- 2016 《痛苦的中国人》 译者: 刘学慧 / 张帆 ISBN 9787208140820
- 2016 《试论疲倦》 译者: 陈民 / 贾晨 / 王雯鹤 ISBN 9787208140813

## 電影作品

### 執導及編劇
- 左撇子女人 (1978)
- The Absence (1992)

### 編劇
（導演皆為溫·韋德斯）
- 守門員的焦慮 (1972)
- 歧路 (1975)
- 柏林蒼穹下 (1987)
- 戀夏絮語 (2016)

## 言論

### 南斯拉夫戰爭
漢德克曾批評北約轟炸南斯拉夫，他在斯洛博丹·米洛舍維奇葬禮上的演說引起許多爭議，漢德克因此被描述為極右塞爾維亞民族主義的辯護者。2006年，他獲得海因里希·海涅獎（Heinrich Heine Prize）但引發爭議，後來該獎項被撤銷。
1996年，他的旅行日記《河流之旅：塞爾維亞的正義》引起了極大的爭議，因為漢德克將塞爾維亞描述為南斯拉夫戰爭的受害者。在同一篇文章中，漢德克還抨擊西方媒體，誤導了戰爭的起因和後果。前南斯拉夫總統斯洛博丹·米洛舍維奇要求國際刑事法庭傳喚漢德克為他的辯護，但漢德克拒絕。然而，他仍以旁聽身分出席了審判，隨後在《戴米拉·戴米埃爾之塔》（Die Tablas von Daimiel）中發表了他的評論。1999年，薩爾曼·拉什迪寫道，漢德克“對斯洛博丹·米洛舍維奇的種族滅絕政權感到熱情洋溢，甚至令最忠誠的仰慕者感到震驚”。他評論說，漢德克在拜訪貝爾格萊德時獲得米洛舍維奇的塞爾維亞騎士勳章。他的“以前的愚蠢言論包括塞拉耶佛穆斯林經常互相屠殺卻指責塞爾維亞人，他否認塞爾維亞人在斯雷布雷尼察進行種族滅絕。”
2006年3月18日，漢德克在米洛舍維奇葬禮上發表演講，在歐洲引起了巨大爭議。巴黎法蘭西喜劇院因此取消漢德克舞台劇《質問的遊戲或者前往響亮國度的旅程》（Das Spiel vom Fragenoder die Reise ins sonore Land）上演，引起哈洛·品特、高行健等文學家爭論。
斯洛文尼亞作家德拉戈·揚察爾（Drago Jančar）對漢德克關於南斯拉夫戰爭的立場提出了挑戰，兩人長期以來一直在爭論。

### 批判諾貝爾文學獎
2014年，漢德克稱諾貝爾文學獎“到底是应该废除的”，因为它对文学只是事后虚伪的追封，固然可以一时招引来看热闹的，却于阅读无益。
2016年漢德克訪問中國，被問到怎么看鲍勃·迪伦获得诺贝尔文学奖，他說：「这是一个巨大的错误……对我来说，文学是阅读的，而鲍勃·迪伦不能被阅读。诺贝尔文学奖评委会的这个决定，其实是在反对书，反对阅读。我不想让人误解，我还是会认为鲍勃·迪伦是20世纪最伟大的人物之一……但诺贝尔文学奖颁给他，其实没有什么意义，甚至是对文学的侮辱。这个决定很显然是一些不读书的人做出的。鲍勃·迪伦的词，如果没有音乐，什么都不是。」

## 獲獎爭議
漢德克獲得2019年諾貝爾文學獎後，由於他的親塞爾維亞立場，引發巴爾幹國家抨擊。阿爾巴尼亞總理埃迪·拉马批評：「從未想過諾貝爾獎會令人作噁。道德權威如諾貝爾學院做出這種有失顏面的選擇，恥辱變成了一種新價值。不，我們絕不能對於種族主義和種族滅絕感到麻木不仁。」波士尼亞國家元首主席團的穆斯林成員札菲洛維奇（Sefik Dzaferovic）批評諾貝爾獎委員會頒獎給彼得‧漢德克是徹底迷失道德方向。科索沃總統哈希姆·萨奇抨擊：「這項諾貝爾獎的決定帶給無數受害者巨大的痛苦。」 亦有不同声音表示，文学的本质在其艺术性，其价值应该脱离政治争议，「文学的价值在于汉德克为我们提供了勇于探索歧异的观察方式。」「诺贝尔文学奖颁发给彼得·汉德克的确是一件非常需要勇气的事情。」「在这个年代，文学依旧有它存在的空间，去阅读，去感受另一种主体接触世界的方式，而不是草率地融入现实。」

## 延伸阅读
- Malte Herwig（英语：Malte Herwig）, Meister der Dämmerung. Peter Handke. Eine Biografie, Pantheon 2012 (official biography in German).
- Scott Abbott, "Translations from Peter Handke's "Once again for Thucydides （页面存档备份，存于）," in: Conjunctions 31 (1998).
- Hans Höller, Peter Handke, Rowohlt 2007.

## 外部連結
- 彼得·汉德克在互联网电影资料库（IMDb）上的資料（英文）